# Bosc del Bosc
El Bosc del Bosc és un bosc del terme municipal de Castellcir, de la comarca del Moianès. És als vessants solells de la Serra de Roca-sitjana, al sud i sud-est. Queda a ponent de la masia de la qual depenen, el Bosc. És al nord-est del Cau del Llop i al sud-oest del Pla de l'Estepar, a la dreta del torrent del Bosc.